# کیکی دانیلسون
کیکی دانیلسون (به انگلیسی: Kikki Danielsson) (زاده ۱۰ می ۱۹۵۲) خواننده سوئدی است.
او نماینده سوئد در مسابقه آواز یوروویژن ۱۹۸۵ بود.